# Ушуая (департамент)
Ушуая (исп. Ushuaia) — департамент провинции Огненная Земля, Антарктида и острова Южной Атлантики.

## География
Департамент Ушуая занимает юг аргентинской части острова Огненная Земля, остров Эстадос и мелкие близлежащие острова. Севернее расположен департамент Рио-Гранде. Данные два департамента провинции де-факто контролируются Аргентиной. На другие два департамента Огненной Земли (Аргентинская Антарктика и Острова Южной Атлантики) права Аргентины оспариваются.
Высшая точка департамента, Монте-Оливия, возвышается над уровнем моря на 1326 м.
Климат суровый, с прохладным летом (около +10 °С), но мягкой зимой (около 0 °С). Осадков выпадает относительно немного (500—550 мм в год), но испарение невелико. Преобладает пасмурная ветреная погода, в году 200—220 дождливых дней.
Прибрежные области и склоны гор до высоты 500—600 м покрыты Магеллановыми лесами. На берегу — колонии морских птиц, в том числе магеллановых пингвинов, а также лежбища морских львов и южноамериканских морских котиков.
На территории департамента расположены национальный парк Тьерра-дель-Фуэго, самая южная в мире железная дорога (FCAF), озёра Фаньяно и Эскондидо.

## Население
Постоянное население — 56 956 (2010 г.) человек, в туристический сезон (декабрь — март) увеличивается до 70 тыс. Практически всё население проживает в Ушуае, самом южном городе земли. В остальных двух постоянных поселениях департамента, Лаго-Эскондидо и Пуэрто-Альманса, проживает всего 70 и 20 человек соответственно.

## Важнейшие населенные пункты[2]
| № | Населённый пункт | Населённый пункт (исп.) | Категория | Население чел. (2010) | На карте                        |
| - | ---------------- | ----------------------- | --------- | --------------------- | ------------------------------- |
| 1 | Ушуая            | Ushuaia                 | город     | 56593                 | 54°48′48″ ю. ш. 68°19′54″ з. д. |